# Bernat Canet
Bernat Canet (* 25. Februar 2000 in L’Hospitalet de Llobregat) ist ein spanischer Leichtathlet, der sich auf den Sprint spezialisiert hat.

## Sportliche Laufbahn
Erste internationale Erfahrungen sammelte Bernat Canet im Jahr 2019, als er bei den U20-Europameisterschaften in Borås mit 10,64 s im Halbfinale im 100-Meter-Lauf ausschied und mit der spanischen 4-mal-100-Meter-Staffel in 40,53 s den fünften Platz belegte. 2022 erreichte er bei den Hallenweltmeisterschaften in Belgrad das Halbfinale im 60-Meter-Lauf und schied dort mit 8,29 s aus. Im Mai siegte er mit der Staffel in 39,03 s bei den Ibero-Amerikanischen Meisterschaften in La Nucia und schied daraufhin bei den Weltmeisterschaften in Eugene mit 38,70 s in der Vorrunde aus.
2022 wurde Canet spanischer Hallenmeister im 60-Meter-Lauf.

## Persönliche Bestleistungen
- 100 Meter: 10,33 s (+2,0 m/s), 5. Juni 2022 in Tarragona
  - 60 Meter (Halle): 6,61 s, 26. Februar 2022 in Ourense
- 200 Meter: 21,34 s (+1,2 m/s), 30. April 2022 in Lleida